# Shred Nebula
 (mai 2016).
Shred Nebula est un jeu vidéo de type Shoot them up développé et édité par CrunchTime Games Inc. sorti le 3 septembre 2008 sur Xbox Live Arcade.

## Synopsis
Il y a 12 ans, dix-sept vaisseaux et l'ensemble de leurs équipages, composant l'« Exploration Algron », ont disparu. Depuis cette expédition est nommée « Lost Expedition ». À la suite de plusieurs pertes importantes d'argent, le docteur Gage construit un vaisseau moins coûteux pour une seule personne (le joueur) afin de retrouver "Lost Expedition".

## Accueil
- IGN : 7/10[1]